# دی جی. استوارت جونیور
دی جی. استوارت جونیور (انگلیسی: D.J. Stewart Jr.؛ زادهٔ ۲۸ ژوئیهٔ ۱۹۹۹) بازیکن بسکتبال اهل ایالات متحده آمریکا است.